# Rotes Kornfeld
Der chinesische Film Rotes Kornfeld (Originaltitel chinesisch 红高粱 / 红高粱, Pinyin Hóng Gāoliang – „Rotes Sorghum“; englischer Titel Red Sorghum) ist das erste Regiewerk von Zhang Yimou, der vorher Kameramann war. Er wurde 1988 auf der Berlinale mit dem Goldenen Bären ausgezeichnet, was in China große Kontroversen hervorrief. Im deutschsprachigen Raum ist der Film auch unter dem Titel Das rote Kornfeld bekannt.

## Handlung
Der in der Provinz Shandong spielende Film beginnt mit dem Hochzeitszug, der die Hauptperson Jiu’er (九儿, gespielt von Gong Li, „meine Großmutter“) zu ihrem zukünftigen Gatten Li Datou, dem leprakranken, über 50-jährigen Besitzer einer Schnapsbrennerei, bringen soll. Nach altem regionalen Brauch schütteln die Sänftenträger die Sänfte, um die Leidensfähigkeit der Braut zu prüfen. Als ihr Weinen erklingt, lassen sie jedoch davon ab. Im Hirsefeld werden sie von einem Räuber aufgehalten, der ihr Geld verlangt und sich anschickt, Jiu’er im Hirsefeld zu vergewaltigen, vorher jedoch von einem der Sänftenträger, Yu (余占鳌, gespielt von Jiang Wen, „mein Großvater“), überwältigt wird. Durch Blicke deutet sich eine Zuneigung zwischen Jiu’er und Yu an.
Drei Tage später wird Jiuer von ihrem Vater abgeholt, um traditionsgemäß einige Tage in ihrem Elternhaus zu verbringen. Aus ihrem Gespräch erfahren wir, dass Jiu’er ihren Gatten mithilfe einer Schere von sich fernhielt. Ihr Vater tadelt sie dafür, schließlich habe Li ihm ein Maultier als Brautpreis versprochen. Unterwegs, wiederum im Hirsefeld, wird Jiu’er von einem Maskierten von ihrem Esel gezerrt. Dieser entpuppt sich als Yu, worauf sie sich nicht mehr wehrt. Er legt sie auf ein Stück niedergetrampelte Hirse. Eine Liebesszene wird nicht gezeigt, jedoch durch im Wind wehende Hirse angedeutet.
Als Jiu’er zur Schnapsbrennerei zurückkehrt, erfährt sie, dass Li Datou ermordet wurde. Sie bittet die Brennereiarbeiter, zu bleiben und als Kollektiv weiterzuarbeiten. Besonderes Vertrauen setzt sie in den Vorarbeiter Luohan (罗汉), der Interesse an ihr zeigt, sie jedoch als einziger mit „Herrin“ anredet.
Nach einiger Zeit kommt Yu betrunken in die Brennerei, in der Absicht, mit Jiu’er das Schlafzimmer zu teilen. Jiu’er lässt ihn jedoch von den Männern hinauswerfen, verprügelt ihn und lässt ihn in ein leeres Schnapsfass stecken, in dem er drei Tage bleibt. Währenddessen erscheint der Räuber Sanpao, der sie entführt, aus Angst vor Lepra nicht vergewaltigt, jedoch Lösegeld verlangt. Nachdem Luohan dieses organisiert hat, kehrt sie zurück. Yu hat mittlerweile seinen Rausch ausgeschlafen und kann sich aus dem Schnapsfass befreien. In einer Metzgerei legt er sich mit dem Metzger an. Sanpao kommt dazu und schlägt vor, ihm als Bestrafung die Zunge abzuschneiden. Yu gibt sich reuevoll, nützt dann aber einen Augenblick, Sanpao mit dem Messer zu bedrohen, in dem Glauben, dieser habe mit Jiu’er geschlafen, was dieser jedoch bestreitet. Daraufhin lässt Yu von ihm ab.
In der Brennerei wird mittlerweile der neue Schnaps gebrannt, und Luohan holt Jiu’er zur Feier dieses Ereignisses. Die Männer singen vor einem Bildnis des Weingottes ein Loblied auf ihren Schnaps („Haojiu“). Yu Zhan’ao kommt dazu, stellt vier schwere Krüge frischgebrannten Schnaps in eine Reihe und pinkelt hinein, säubert den Destillierbehälter (ebenfalls eine schwere Arbeit) und trägt die völlig hingerissene Jiu’er in das Wohngebäude.
In der folgenden Nacht steht Luohan im Hof, einem unbekannten Geruch nachspürend, den er schließlich als Duft des Schnapses ausmacht, in den Yu gepinkelt hatte. Er klopft an Jiu’ers Tür und gratuliert ihr. Geöffnet wird die Tür von Yu, den Luohan allerdings ignoriert. Luohan verlässt in derselben Nacht die Brennerei.
Nach einem Zeitsprung von neun Jahren haben Jiu’er und Yu einen neunjährigen Sohn, Douguan, der fröhlich zwischen den Schnapsfässern spielt. Luohan taucht noch einmal bei der Brennerei auf, verschwindet aber gleich wieder, ehe Jiu’er mit ihm sprechen kann. Plötzlich ist die japanische Armee in der Gegend und baut eine Straße durch das Hirsefeld, wofür die Dorfbewohner die Hirse niedertrampeln müssen. Der Metzger häutet währenddessen einen Esel. Anschließend wird ihm befohlen, einen lebendigen Menschen zu häuten, der sich als Räuber Sanpao herausstellt. Um ihm diese Qual zu ersparen, ersticht er ihn mit dem Schlachtermesser, worauf er selbst erschossen wird. Daraufhin soll der Metzgergehilfe einen zweiten Gefangenen, Luohan, häuten, was er aus Angst schließlich tut (was jedoch nicht gezeigt wird). Der Metzgergehilfe verfällt daraufhin dem Wahnsinn, über Luohan wird aus dem Off noch berichtet, dass er kommunistischer Partisan gewesen sein soll und laut Dorfchronik noch während seiner Häutung die Japaner beschimpfte.
In der Brennerei fordert Jiu’er die Arbeiter auf, Luohans Tod durch den Angriff auf ein japanisches Militärfahrzeug zu rächen. Unter Leitung Yus singen sie wieder das Lied der Schnapspreisung. In der Nacht brechen sie mit Schnapskrügen und allerlei Gerät auf, um an der Straße einen Hinterhalt zu bauen. Yu lässt Douguan in den Schnaps pinkeln und fordert einen der Männer, der im Hochzeitszug musiziert hatte, auf, beim Angriff zu musizieren. Auf dessen Einwand, er könne nur das Hochzeits-Spottlied spielen, meint Yu, das gehe, solange er laut spiele, da die Japaner Angst vor lauten Geräuschen hätten.
Als nach einiger Zeit das Fahrzeug noch nicht erschienen ist, wird Douguan zu Jiu’er geschickt, damit sie ihnen Essen bringe. Als sie mit Essen und Schnaps die Straße entlanggeht, nähert sich das Militärfahrzeug, feuert auf sie und tötet sie. Die Männer gehen zum Angriff über, Yu schleudert den Schnaps auf das Fahrzeug, das explodiert. Am Ende sind Yu und Douguan die einzigen Überlebenden, am rotverfärbten Himmel ist eine Sonnenfinsternis zu sehen, währenddessen singt Douguan ein Klagelied für seine Mutter.

## Romanvorlage
Der Film basiert auf den ersten beiden Teilen des Novellenzyklus Das rote Kornfeld (红高粱家族,  Hóng Gāoliang Jiāzú – „Der Familienklan des ‚Roten Sorghums‘“) von Mo Yan, allerdings mit einigen kleinen Veränderungen. So sind der alte Brennereibesitzer und sein leprakranker Sohn im Film zu einer Figur verschmolzen; im Buch ist Jiu’er die (privilegierte) Besitzerin der Brennerei statt Teil eines Kollektivs; Douguan ist im Buch beim Kampf gegen die Japaner ungefähr 15 Jahre alt und nimmt selbst am Kampf teil.

## Rezeption in China
Der Film rief in China große Kontroversen hervor, für die das Wort „Rotes-Kornfeld-Phänomen“ (红高粱现象,  Hóng Gāoliáng Xiànxiàng) geprägt wurde. Einerseits wurde er als Symbol der Freiheit wahrgenommen, sowohl durch seine Farbkraft als auch wegen der Überschreitung von Konventionen, die in einigen Szenen zum Ausdruck kommt (zum Beispiel Kornfeldszene, Pinkeln in den Schnaps). Auf der anderen Seite wurde kritisiert, der Film zeige die Rückschrittlichkeit Chinas und die schlechten Sitten und mache so China im Ausland schlecht.

## Rezeption in Deutschland
Der Film beeindruckte Kritiker durch seine ungewöhnliche Farbenpracht. Gleichzeitig wurde immer wieder versucht, ihn politisch auszulegen. Einerseits wurde ihm vorgeworfen, im zweiten Teil (Kampf gegen die Japaner) platte offizielle Propaganda zu vertreten, andererseits wurde er als Kritik an der KPCh gelesen. Zhang Yimou sagte dazu: 

„Ich mache keine Politik, ich mache Filme.“